# أشلي جنسن
أشلي جنسن (بالإنجليزية: Ashley Jensen) (و. 1969 – م) هي ممثلة، من المملكة المتحدة.

## وصلات خارجية
- أشلي جنسن على موقع IMDb (الإنجليزية)
- أشلي جنسن على موقع ألو سيني (الفرنسية)
- أشلي جنسن على موقع أول موفي (الإنجليزية)
- أشلي جنسن على موقع قاعدة بيانات الأفلام السويدية (السويدية)
- أشلي جنسن على موقع ديسكوغز (الإنجليزية)
- أشلي جنسن على موقع قاعدة بيانات الفيلم (الإنجليزية)
- أشلي جنسن على موقع كينوبويسك (الروسية)